# Mircea Opriță
Mircea Opriță (n. 25 octombrie 1943, Timișoara) este un scriitor român, editor, eseist, critic, istoric și traducător al literaturii științifico-fantastice. Mircea Opriță este o figură proeminentă în spațiul literar românesc al SF-ului, la apogeul unei cariere de șase decenii.

## Biografie
Între 1961-1966, a urmat cursurile Facultății de Filologie din cadrul Universității Babeș-Bolyai din Cluj.
A colaborat la revistele Steaua, Tribuna, Vatra, Helion, Helion Online etc..
A obținut doctoratul în literatura universală și comparată, cu teza Discursul utopic, 1999, publicată cu același titlu în 2000. Din 1972 și până în 1999, a fost redactor de carte la editura Dacia din acest oraș. Între anii 1994 – 1996 și 2002 – 2006 a fost director al Institutului Cultural Român din Budapesta. A fost președinte al Asociației Române a Cluburilor și Autorilor de Science Fiction. A fost membru în Consiliul Uniunii Scriitorilor și în Comitetul Director (2000-2004).

## Debut
A debutat cu poezia Cântec pentru rachetă, în ziarul Făclia din Cluj (1960), iar debutul literar în volum are loc în anul 1966, cu volumul de povestiri SF Întîlnire cu meduza.
În științifico-fantastic a debutat în 1964 în revista Viața studențească cu povestirea Un cântec din Aldebaran, într-un concurs al redacției cu tema Cum vedeți planeta noastră în secolul XXI?
Este autorul antologiei Cea mai bună dintre lumi (1979) și a colaborat împreună cu scriitorul Herbert W. Franke la realizarea antologiei în limba germană SF aus Rumänien.

## Lucrări
- Întâlnire cu Meduza (Întîlnire cu meduza), Editura Tineretului, 1966, volum de povestiri SF[2][4]
- Argonautica, roman SF parodie, Editura Albatros, București, 1970 (ediția a doua, revăzută și amplificată, cu un cuvânt înainte al autorului, Editura Dacia, Cluj-Napoca, 1980)[4]
- Planeta părăsită, piesă de teatru, serial pentru păpuși, Comitetul județean pentru cultură și artă, Teatrul de Păpuși Cluj, 1971;
- Viața într-o floare, teatru pentru tineret, Centrul județean de îndrumare a creației populare și a mișcării artistice de masă, Cluj, 1972;
- Jocul cu vipere, versuri, Editura Dacia, Cluj-Napoca, 1972;
- Nopțile memoriei,[4] povestiri și nuvele, Editura Albatros, București, 1973;
- Adevărul despre himere, povestiri și nuvele, Editura Cartea Românească, București, 1976;
- Pasărea de lut, roman, Editura Dacia, Cluj-Napoca, 1976;
- Figurine de ceară, povestiri și nuvele, cu un cuvânt înainte de Ion Hobana, Editura Dacia, Cluj-Napoca, 1978;
- Semnul licornului, povestiri și nuvele, Editura Albatros, București, 1980;
- Cina cea mai lungă, roman, Editura Dacia, Cluj-Napoca, 1983;
- H. G. Wells: Utopia modernă, eseu critic, Editura Albatros, București, 1983;
- Judecătorii, povestire în antologia Întoarcere pe Planeta Albastră, 1989
- Anticipația românească. Un capitol de istorie literară, Editura Dacia, Cluj-Napoca, 1994 (ed. a II-a revăzută și adăugită, Editura Viitorul Românesc, București, 2003);
- Discursul utopic. Momente și sinteze, Editura Cartea Românească, București, 2000;
- Figurine de ceară. Integrala povestirilor SF, cu un studiu introductiv de Cornel Robu, Editura Viitorul Românesc, București, 2004;
- Mic tratat de concordie națională sau Cartea tranziției, proză scurtă, Editura Limes, Cluj-Napoca, 2005;
- Discoteca din Alexandria sau Cartea științelor, proză scurtă, Editura Limes, Cluj-Napoca, 2007;
- Istoria anticipației românești, Editura Feed Back, Iași, 2007;
- Cronici de familie. SF-ul românesc după anul 2000, Editura Casa Cărții de Știință, Cluj-Napoca, 2008;
- Povestiri de duminică, Editura Millennium Press, 2010;
- Zodia manipulării. Orizonturi în expansiune, publicistică, Editura Limes, Cluj-Napoca, 2010;
- Știință și violoncel. Orizonturi în expansiune, Editura Limes, Cluj-Napoca, 2011;
- Călătorie în Capricia, roman, Eagle Publishing House, București, 2011;
- Așteaptă vremea ta, povestiri și nuvele, Editura Tipo Moldova, Iași, 2012;
- Călătoriile din balansoar, versuri pentru copii, Editura Limes, Florești-Cluj, 2010;
- Sindromul Quijote, Editura Nemira, București, 2014;
- Alte cronici de familie, Editura Limes, Cluj, 2015;
- Enciclopedia anticipației românești. Portrete exemplare, Editura Eagle, 2016;
- Enciclopedia anticipației românești. Caleidoscop, Editura Eagle, 2017;
- SFmania. Ghidul curiosului, Editura Limes, 2018;
- ca traducător, a transpus în românește romane de H. G. Wells și povestiri de H. P. Lovecraft.

## Premii literare și distincții
- Premiul Uniunii Scriitorilor, Nopțile memoriei, 1973 (acordat în 1974);[4]
- Premiile Asociației Scriitorilor Cluj pentru lucrările: H.G. Wells: Utopia modernă, 1983 (acordat în 1984), Anticipația românească, 1994 (acordat în 1985), Discursul utopic, 2000 (acordat 2001);
- Premiul „Ion Agârbiceanu”, pentru romanul Călătorie în Capricia, 2011 (acordat în 2012);
- Premiul „Teodor Boșca” pentru traducerile din H. G. Wells, 2017 (acordat în 2018);
- Premiul „Titu Maiorescu” al Academiei Române pentru Discursul utopic, 2000 (acordat în 2002);
- Premiul revistei Anticipația, 1994;
- Premiul revistei Jurnalul SF, 1994;
- Premiul Asociației Române de Science Fiction (ARSFan), 1995;
- Premiul Fundației „Vladimir Colin”, 1995.
- Premiul revistei Nord Literar pentru proză și interpretări critice SF, 2009;
- Premii ROMCON în anul 2011, la categoria roman (Călătorie în Capricia) și categoria non-fiction (Știință și violoncel); în anul 2015, la categoria nuvelă (Cathy Blue); în anul 2017, la categoria non-fiction (primul volum din Enciclopedia Anticipației Românești);
- Premiul internațional de poezie al PEN-Clubului, Londra, 1965;
- Premiul special al juriului la EUROCON III, Poznan, Polonia, 1976;
- Premiul „Aripile de aur ale fanteziei”, Poznan, Polonia, 1980;
- Ordinul „Meritul Cultural” în grad de Cavaler, acordat de Președinția României, 2010;
- Medalia și titlul de Senior al Cetății în calitate de scriitor, critic literar și diplomat, acordate de rectorul Universității Babeș-Bolyai din Cluj, 2014.

## Aprecieri critice
- Valeriu Cristea, Literatura științifico-fantastică, în „România literară”, nr. 5, 31 ianuarie 1974;
- Valeriu Cristea, De la anticipație la realism, în „România literară”, nr. 13, 25 martie 1976;
- Mircea Iorgulescu, Profil Mircea Opriță, în „Luceafărul”, nr. 14, 3 aprilie 1976;
- Anton Cosma, Un roman despre timp, în „Tribuna”, nr. 20, 13 mai 1976;
- Mircea Popa, Valențele romanului ironic, în „Tribuna”, nr. 52, 29 decembrie 1983;
- Valeriu Cristea, De la utopie la realitate, în „România literară”, nr. 21, 24 mai 1984;
- Voicu Bugariu, O carte despre H. G. Wells, în „Luceafărul”, nr. 19, 11 mai 1985;
- Eugen Simion, Tema utopiei în roman, în „România literară”, nr. 30, 24 iulie 1986;
- Nicolae Steinhardt, Mircea Opriță, dincoace de SF, în „Familia”, nr. 6, iunie 1987;
- Cornel Robu, Portret de scriitor, în „Tribuna”, nr. 43, 28 oct.-3 nov. 1993;
- Constantin Cubleșan, Mircea Opriță, Anticipația românească, în „Tribuna”, nr. 44, 28 oct.-3 nov. 1994;
- Ovidiu Pecican, În savana anticipației românești, în „Contemporanul. Ideea europeană”, nr. 11, 16 martie 1995;
- Mircea Popa, Cărțile clujenilor: Mircea Opriță, Discursul utopic, în „Adevărul de Cluj”, 23 aprilie 2001;
- Cornel Munteanu, Voci ale anticipației – Mircea Opriță, în „Nord Literar”, nr. 9, septembrie 2005;
- Adrian Țion, Mircea Opriță prins în vârtejul temelor favorite, în „Steaua”, nr. 7-8, iulie-august 2007.
- Michael Haulică, Și clasic, și modern, și bun, în Dilemateca, nr. 51, august 2010;
- Radu Voinescu, Anticipația românească sau legitimitatea unui gen literar, în Hyperion, nr. 10-11-12, 2011;
- Ovidiu Pecican, Cum poți fi persan, în Steaua, nr. 1, ianuarie 2012;
- Cornel Robu, Sarcasm cu zâmbetul pe buze, în Tribuna, nr. 233 și 234, mai și iunie 2012;
- Ștefan Borbély, Gulliver în Capricia, în Contemporanul, nr. 6, iunie 2012.